# Ochodaeus matsudai
Ochodaeus matsudai es una especie de coleóptero de la familia Ochodaeidae.

## Distribución geográfica
Habita en Filipinas.